# Guerra otomano-safávida (1578-1590)
La guerra otomano-safávida de 1578 a 1590 se refiere a la guerra acaecida entre esos años por parte del Imperio persa safávida durante los reinados de los shahs Mohammed Khodabanda y más tarde Abbas I, y el Imperio otomano bajo el reinado del sultán Murad III.
La guerra comenzó entre el año 1577 y el 1578 y terminó con la firma del tratado de Constantinopla en 1590.

## La Guerra
Los otomanos comenzaron la guerra con el objetivo de conquistar Azerbaiyán y el resto del Caucaso. Los otomanos bajo el mando de Lala Mustafa Pasha tomaron la ciudad de Tiflis en 1578, y más tarde, en 1585 tomarían Kars y Tabriz, tras lo cual Georgia pasó a ser un estado vasallo del Imperio otomano.
En 1588 el comandante otomano Farhād Pasha avanzó con su ejército entrando en Karabaj para enfrentarse a los georgianos y conquistarles. Muchas de las tribus que formaban el Quizilbash (la unión de jefes tribales que apoyaban a los shahs safávidas) se rindieron ante los otomanos sin apenas oponer resistencia. Como resultado de ello, los otomanos obtuvieron el control efectivo de Azerbaiyán y del Caucaso en la zona del mar Caspio.
Algunas de las batallas importantes de esta guerra fueron las de Cildir (9 de agosto de 1578) y la de Torches (9-11 de mayo de 1583).
La Paz de Estambul hizo concluir la guerra el 21 de marzo de 1590. En el tratado, el Imperio persa confirmaba y respetaba las conquistas otomanas, así como se comprometían a terminar con la propaganda chiita en los territorios otomanos y con la persecución de los sunnies en suelo persa.
La guerra otomano-safávida desvió temporalmente el interés otomano de los asuntos europeos, donde el Imperio otomano había estado activo con la alianza franco-otomana y el apoyo de la Revuelta holandesa, en un interesante episodio de relaciones mutuamente solidarias entre el islam y el protestantismo.